# 魯達瓦河
50°03′06″N 19°54′58″E / 50.0517°N 19.9162°E

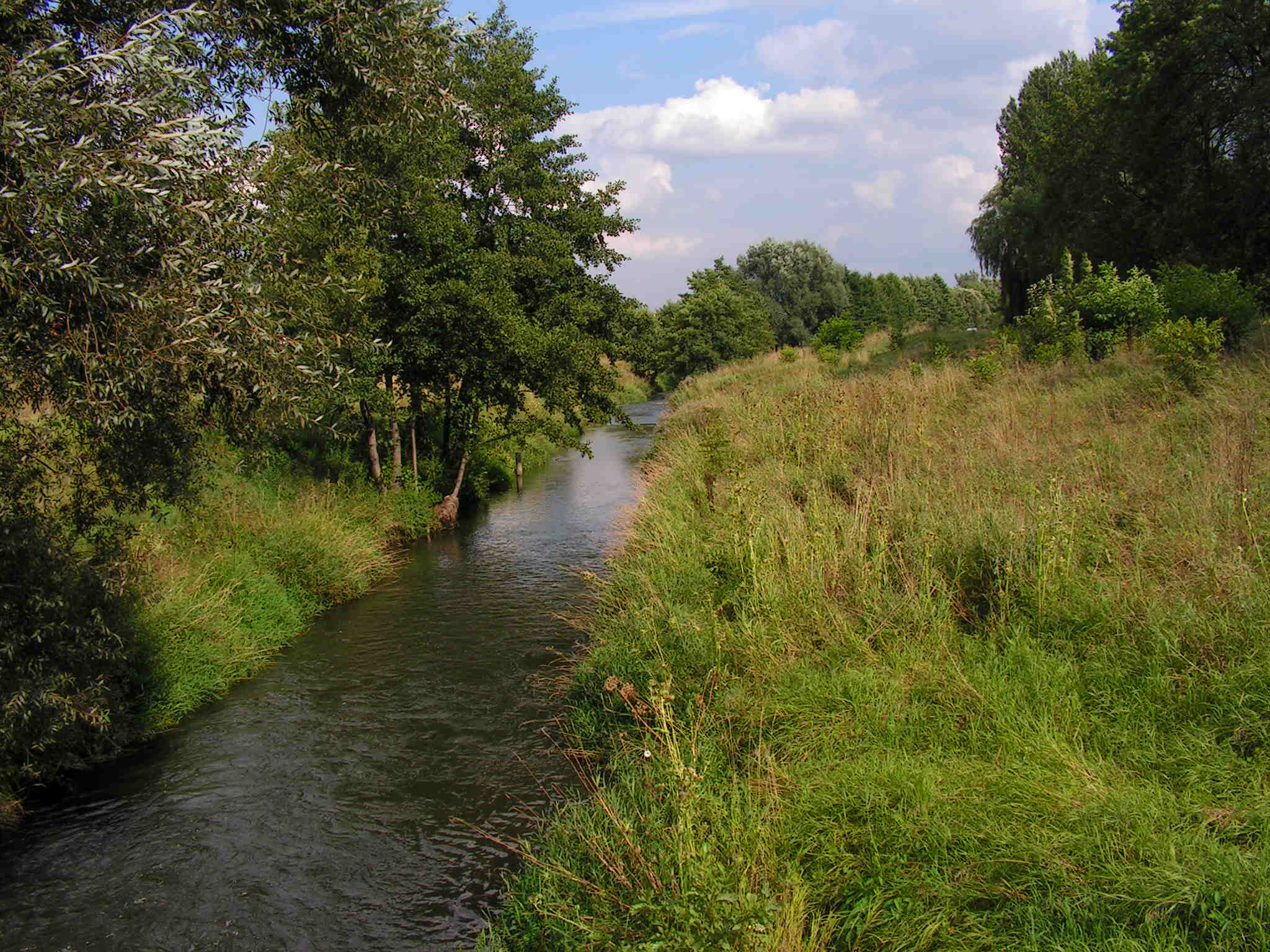

魯達瓦河是波蘭的河流，位於該國東南部，處於小波蘭省，屬於維斯瓦河的支流，河道全長35公里，流域面積318平方公里，河口處在克拉科夫。